# Військово-промисловий комплекс Росії

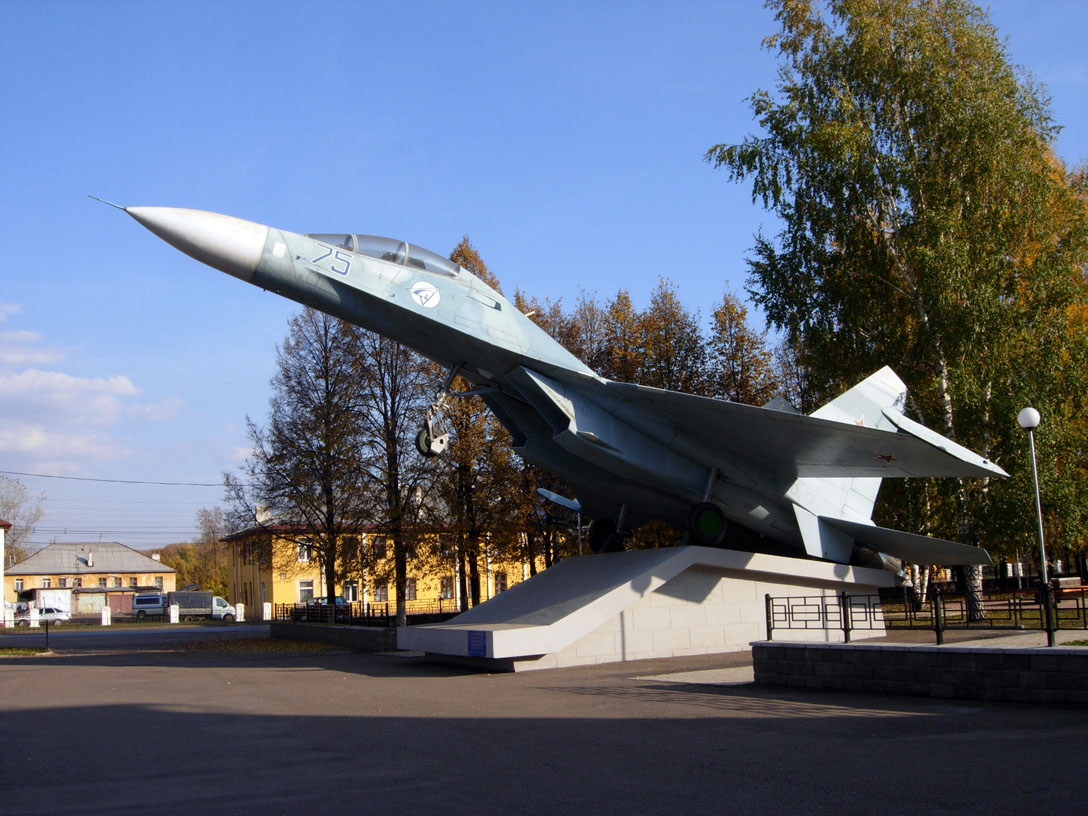
Винищувач Су-27 перед заводом Уфимського моторобудівного виробничого об'єднання

Військово-промисловий комплекс (ВПК) Росії як сукупність науково-дослідних, випробувальних організацій та виробничих підприємств, що виконують розробку, виробництво, зберігання, постановку на озброєння військової та спеціальної техніки, спорядження, боєприпасів тощо переважно для збройних сил Росії та інших державних силових структур, а також експорту.
У 2007 році обсяг реалізації ВПК Росії склав 18,6 млрд дол. США, з них 11,6 млрд дол. США припадало на державне замовлення, 7 млрд дол. США — на експорт; частка Росії на світовому ринку озброєнь становить 25 % (на 2016 рік).
В оборонній промисловості Росії працюють близько 2,5-3 млн осіб.
Дозвіл на постачання озброєння на експорт у країні надає Федеральна служба з військово-технічного співробітництва (ФСВТС), що діє при Міністерстві оборони Росії.

## Історія

### Під час президентства Бориса Єльцина
У 1990-х роках держоборонзамовлення різко скоротилося, багато оборонних підприємств було переорієнтовано на випуск цивільної продукції.

### 2000—2013
У квітні 2000 року було підписано указ президента Росії Володимира Путіна, згідно з яким державний посередник у сфері військово-технічного співробітництва компанія «Российские технологии» була включена до складу іншого посередника — компанії «Промекспорт». Це був перший крок до об'єднання державних посередників у сфері військово-технічного співробітництва.
23 жовтня 2000 року Путін підписав указ, який зняв обмеження, що забороняли передачу понад 10 % акцій державних підприємств ОПК в управління головним фірмам холдингів. Зняття цих обмежень дозволило уряду розпочати утворення концернів у сфері ОПК.
4 листопада 2000 року Путін підписав указ про об'єднання двох посередників у сфері військово-технічного співробітництва — компаній «Промекспорт» та «Росвооружение». У результаті було створено єдиний посередник — компанія «Рособоронекспорт». Керівника «Росвооружение» А. Огарьова було знято з посади. Колишній заступник директора «Промекспорт» Андрій Бельянінов був призначений головою «Рособоронекспорту», колишній керівник «Промекспорту» Сергій Чемезов — заступником генерального директора «Рособоронекспорту». Чемезов і Бельянінов були колишніми товаришами по службі Путіна з Першого головного управління КДБ СРСР.
1 грудня 2000 року Путін підписав указ, згідно з яким був утворений Комітет Російської Федерації з військово-технічного співробітництва з іноземними державами (КВТС) — федеральний орган виконавчої влади з регулювання та контролю за експортом озброєнь. Керівником КВТС було призначено Михайла Дмитрієва. Кураторство з боку держави за військово-технічним співробітництвом було передано від підлеглого голові уряду Михайлу Касьянову Мінпромнауки Росії до Міноборони, що безпосередньо підпорядковано президентові Росії Путіну.
17 жовтня 2001 року Путін відправив у відставку главу Мінпромнауки Росії А. Дондукова. Натомість на посаду міністра був призначений віцепрем'єр Ілля Клебанов.
29 жовтня 2001 року Путін підписав указ, згідно з яким було утворено авіаційну холдингову компанію «Сухой», що повністю перебуває у державній власності. Пізніше до АХК «Сухой» було передано великі пакети акцій ДКБ Сухого, НВК «Іркут» та ТАНТК імені Берієва. Також згідно з указом було акціоновано Комсомольське-на-Амурі авіавиробниче об'єднання та Новосибірське авіавиробниче об'єднання з передачею більшої частини їх акцій в АХК «Сухой».
У листопаді 2001 року в ході засідання комісії з питань військово-технічного співробітництва Путін зажадав упорядкувати сферу післяпродажного обслуговування російської військової техніки та постачання запасних частин.
23 квітня 2002 року Путін підписав указ, згідно з яким було утворено холдинг на базі концерну «Антей» та НВО «Алмаз». У холдинг було включено кілька десятків російських підприємств, які розробляють та виробляють системи ППО та ПРО. Холдингу були передані основні підприємства, що належали до цього групі «Оборонні системи».
У квітні 2003 року президент Росії Путін заявив, що останнім часом було вжито низку заходів щодо оптимізації системи військово-технічного співробітництва. Зокрема, було вдосконалено нормативно-правову базу. Крім того, стала ефективнішою координація дій влади у сфері військово-технічного співробітництва, завдяки чому вдалося зняти надмірні відомчі бар'єри та підвищити результативність. Того ж місяця Путін призначив Олександра Бурутіна своїм радником з питань військово-технічної політики. У відання Бурутіна потрапили сфери державного оборонного замовлення, військово-технічного співробітництва та реформи ВПК.
У 2004 році КВТС був реорганізований у Федеральну службу з військово-технічного співробітництва при міністерстві оборони Росії, а Держкомоборонзамовлення — у Федеральну службу з оборонного замовлення при Міністерстві оборони Росії.
У 2006 році було затверджено російську державну програму розвитку озброєнь на 2007—2015 роки, яка передбачала закупівлю та розробку бойової техніки (військово-транспортної авіації, космічних засобів, автотранспорту, бронетехніки, ПРО та ППО, суден та підводних човнів) для армії Росії. На фінансування цієї програми загалом за час її дії мало бути виділено 4,9 трлн рублів.
У 2006 році було утворено Військово-промислову комісію при уряді Росії. На комісію було покладено завдання щодо реалізації державної військово-промислової політики та питання військово-технічного забезпечення оборони країни, правоохоронної діяльності та безпеки держави.
1 березня 2007 року указом президента Росії Путіна єдиним державним посередником у військово-технічній співпраці став «експорту», а виробники озброєнь втратили право експорту кінцевої продукції.
11 вересня 2007 року перший віцепрем'єр С. Б. Іванов повідомив, що ОПК Росії переходить на укладання довгострокових (терміном понад 3 роки) контрактів. Раніше контракти укладалися на один рік. Це нововведення було пов'язане з переходом Росії на трирічний держбюджет.
З 1 січня 2008 року за рішенням Військово-промислової комісії всі закупівлі для збройних сил здійснюються через Федерального агентства з постачання озброєнь, військової, спеціальної техніки та матеріальних засобів (ФСВТС).
У 2009 році Росія близько 6 млрд рублів виділила у вигляді субсидій на поточне кредитування підприємств ОПК, 60 млрд рублів — у вигляді внесків до статутних капіталів підприємств. За той же рік було видано 76 млрд державних гарантій для цих підприємств.. Загальний обсяг державної підтримки підприємств ОПК за 2009—2010 роки становив близько 220 млрд рублів.
Почалося серійне виробництво ПЗРК «Ігла-С» (2004 рік), ударного вертольота Мі-35М (2005 рік), бойового вертольота Ка-52 (2008 рік).
Прийнято на озброєння шахтний варіант МБР «Тополь-М» (2000 рік), танк Т-90А (2005 рік), ОТРК «Іскандер-М» (2006 рік), мобільний варіант МБР «Тополь-М», ЗРК С-400 (2007 рік), корвет проєкту 20380 (2008 рік), МБР «Ярс» (2009 рік).
Почалися постачання до Збройних сил Росії фронтових бомбардувальників Су-34 (2006 рік), навчально-бойових літаків Як-130 (2009 рік). На початку 2011 року було в основному завершено структурну реформу ОПК. До нової структури увійшли 50 інтегрованих структур, на які припадає 60 % продукції ОПК. У 2011 році почалося серійне виробництво ПЗРК «Верба».
У 2012 році оборонну промисловість було об'єднано у п'ять холдингів (напр., НВО «Прибор» повинен був відповідати за патронні заводи).

### Після початку російсько-української війни
У 2014 році почалося серійне виробництво військово-транспортного літака Іл-76МД-90А (2014 рік).
Прийняті на озброєння ракетний комплекс «Бастіон», БпЛА «Орлан-10» (2010 рік), крилата ракета Х-101, авіаційна ракета Х-38, ЗРК «Тор-М2У», ЗРГК «Панцирь-С1», комплекс РЕБ «Красуха-4» (2012 рік), бронетранспортер БТР-82А, АПЧ проєкту «Борей» (2013 рік), фронтовий бомбардувальник Су-34, ПТРК «Штурм-СМ», АПЧ проєкту «Ясень» (2014 рік), фрегат проєкту 11356 (2016 рік).
Почалися постачання до Збройних сил Росії винищувачів Су-35С і Су-30СМ (2012 рік). Здійснив перший політ перспективний винищувач Су-57 (2010 рік).
У жовтні 2016 року оголошено про завершення робіт із створення винищувача покоління 4++ МіГ-35; на початку 2017 року розпочалися випробування у повітрі та пройшла офіційна презентація МіГ-35.
У 2019 році з'явилися перші повідомлення про БпЛА ZALA «Ланцет», у 2021 році на російському пропагандистському телебаченні демонстрували відео у якому розказують про використання дрону у Сирії.

## Сучасне виробництво

### Виробництво БпЛА та БНА

#### ZALA
Іжевська компанія Zala Aero Group, відома як ТОВ «ЦСТ», є ключовим гравцем на російському ринку безпілотних літальних апаратів, вони виробляють та тестують «Ланцети». З 2015 року Zala стала частиною великого виробника зброї — «Група компаній Калашніков». Основними постачальниками для ТОВ «ЦСТ» є такі підприємства: ТОВ  «Аероскан», ТОВ «НТЦ Оріон», ТОВ «ОМП», ТОВ «Хартіс ДВ», ТОВ «АйДі Солюшн», ТОВ «Спел». Підприємство Zala Aero станом на 2016—2017 рік розміщували власне виробництво у місті Іжевськ, за адресою: вул. 40 лєт побєди 118. Після 2016 року, коли Zala Aero увійшли до складу концерну «Калашніков», керівництво вирішили будувати новий завод на наявних потужностях концерну в Іжевську, де вже є два заводи: проїзд ім. Дерябіна, 3Б (розташований сам концерн) вул. Промислова 8/3 («Іжевський механічний завод»). Факт перетворення власних торговельних центрів у військові заводи росіяни не приховують. Згідно зі статтею за серпень 2023 року, Алєксандра Захаров, головний конструктор Zala Aero Group, відкрито заявив про переобладнання колишнього ТРЦ, який припинив свою діяльність через пандемію, у виробничі майстерні для «Ланцетів». Ймовірно, йдеться про ТРЦ «Італмас». Його площа складає близько 50 тис.м2. Усього виявлено 5 ТРЦ, які були переобладнані росіянами під виробництво БпЛА, 4 з них розташовані у місті Іжевськ: ТРЦ «Італмас», ТРК «Століца», ТРЦ «Новий дом» та ТРЦ по вул. Мельнична 34а і 1 у Калузі ТЦ — «Новий дом».
У серпні 2023 на заводі в Іжевську по вул. Холмогорова, 27а стався вибух — 4 будівлі були зруйновані, 6 — частково зруйновані та 14 пошкоджено. Ймовірно, що на одному з цехів заводу виробляли компоненти для «Ланцетів».

#### Герань
5 березня 2024 року росіяни вперше продемонстрували свій новий цех, у якому виготовляють баражуючі боєприпаси «Герань». У червні 2025 року стало відомо що росіяни розширюють виробничий комплекс «Шахедів» у Єлабузі, закладаючи фундамент вже п’ятої житлової будівлі, для немісцевих працівників. Згідно з супутниковими знімками, у період з жовтня 2024 по червень 2025 року росіяни будують чотири нові майданчики, а будівництво п’ятого триває на початковій стадії. Нові майданчики мають загальну площу 163 гектари та розташовані на території виробничого комплексу.

#### ГК «Бєспілотниє Сістєми»
Група компаній «Бєспілотниє Сістєми» є розробником та виробником безпілотних авіаційних комплексів марки «Supercam», а з 2010 року — одним із найбільших гравців на ринку безпілотної авіації у РФ. Виробництво базується в м. Іжевськ, а ремонтні бази знаходяться по всій країні. Згідно з інформацією російського промблогера (посилання на заархівовану версію статті), який відвідував компанію ще у 2018 році, — близько 30 % безпілотників, що вироблялися у РФ були вироблені в Іжевську, в тому числі компанією ООО «Фінко» (ГК «Бєспілотниє Сістєми»).
У групи є представництва, одне з них — казахське ТОВ «KazUAV», яке у 2019 році стало частиною міжнародної корпорації «Terra Drone» (Японія) — міжнародної компанії, що об'єднує передові компанії безпілотної галузі по всьому світу.

#### Безпілотні Надводні Апарати
16 липня 2025 року стало відомо шо у РФ відкрили об’єднаний центр з виробництва морських дронів на базі оборонно-промислового підприємства «Кінгісеппський машинобудівельний завод» у Санкт‑Петербурзі. Суднобудівне підприємство, що спеціалізується на випуску морських рушійних систем та катерів, планує запустити випустити кілька десятків морських дронів для цивільних цілей.

### Авіабудування
Наприкінці червня стало відомо що РФ активно розширює Казанський авіаційний завод, який здійснює виробництво та модернізацію бомбардувальників Ту-160. Згідно із супутниковими знімками, на території підприємства звели нові виробничі корпуси, найбільший із яких має довжину 320 метрів і займає площу близько 19 тисяч квадратних метрів.

### Бронетанкова промисловість
- Арзамас;
- Нижній Новгород;
- Нижній Тагіл («Уралвагонзавод»);
- Челябінськ («Челябінський тракторний завод»);
- Курган;
- Омськ;
- Барнаул;
- та інші.

У 2022 році було створено новий бронеавтомобіль З-СТС «Ахмат» та АМН-590951, вперше показаний на російському військово-технічному форумі «Армія-2022» у серпні 2022 року. 30 січня 2024 року стало відомо що у РФ проходять випробування БТР-22.

### Ракети та боєприпаси

#### «Гром-Е1»
Це гібрид плануючої бомби та ракети, має крила, які розкриваються у повітрі. Водночас на відміну від звичайних плануючих бомб цей боєприпас загальною вагою 594 кг та бойовою частиною у 315 кг, має реактивний двигун, який дозволяє збільшити дальність скидання. Зокрема російські джерела вказують, що версія «Гром-Е1» має дальність ураження до 120 км. Для версії без двигуна, «Гром-Е2», місце якого займає додаткова бойова частина вагою 165 кг, цей показник становить до 65 км. 2015 року відбулася перша демонстрація боєприпасу «Гром-Е1», у 2019 році було оголошено, що випробування «Гром-Е1» та «Гром-Е2» завершені. На початку 2023 року вперше використана в Україні на Донеччині.

#### Х-69
Під час масованого ракетного обстрілу України 7 лютого 2024 року вперше помічене використання ракет Х-69. Ракету Х-69 вперше публічно показали на міжнародному воєнному форумі «Армія-2022», а 11 листопада 2023 року росіяни представили свою нову ракету Х-69 на міжнародній виставці Dubai Airshow 2023. Ракету Х-69 розробило МКБ «Радуга».

#### S8000 «Бандероль»
E 2025 році стало відомо про застосування проти України крилатих ракет S8000 «Бандероль». Їх використання фіксувалося під час масованих атак на інфраструктуру. Ракету S8000 спроєктувало та виготовило акціонерне товариство «Кронштадт».

## Вплив санкцій
31 березня 2022 року, у зв'язку з російським вторгненням в Україну, США запровадили економічні санкції проти оборонно-промислового комплексу Росії:
|                                                  | Попри те, що ми надалі застосовуємо жорсткі фінансові санкції проти РФ та її ключових фінансових установ, наступний етап нашої роботи полягатиме в тому, щоби розвалити російську військову машину, шматок за шматком, руйнуючи їхній ВПК та ланцюги його постачання. |
| — Воллі Адеємо, заступник Міністра фінансів США, | |

Зокрема, під санкції США потрапила російська корпорація «Тактичне ракетне озброєння» (КТРО), яка є головним виробником зброї для російської армії.

## Центри оборонного виробництва

### Виробництво ядерної зброї
| - Саров (Арзамас-16); - Зарєчний (Пєнза-19); - Новоуральськ (Свєрдловськ-44); - Лісний (Свєрдловськ-45); |  | - Снєжинськ (Челябінськ-70); - Озерськ (Челябінськ-65); - Трьохгорний (Златоуст-36); - Сєверськ (Томськ-7); |  | - Желєзногорськ (Красноярськ-26); - Зеленогорськ (Красноярськ-45); - Ангарськ; - та інші. |

### Ракетно-космічна промисловість
МКБ «Радуга» це російське проєктно-конструкторське бюро, що спеціалізується на розробці та виробництві крилатих ракет різного призначення, розташоване в місті Дубна Московської області. Воно займається виробництвом ракет Х-55, Х-59, Х-101, та деякими іншими. Від 24 березня 2022 року під санкціями США, однак всупереч санкціям бюро отримує підсанкційну продукцію. У оприлюднених українськими хакерами документах містилася інформація про бюджети, постачання і співпрацю із закордонними компаніями, серед яких: Fagima Jazz R (Італія, компанія яка, ймовірно, постачає товари у РФ напряму), Automator (Італія), Hottenger Gmbh (Німеччина), Hangcha і Hision (КНР).
| - Калінінград; - Санкт-Петербург; - Хімки; - Тула; - Москва; - Корольов; - Ковров; |  | - Воронеж; - Ростов-на-Дону; - Волгоград; - Саратов; - Нижній Новгород; - Казань; - Ульяновськ; |  | - Самара; - Кіров; - Іжевськ; - Воткінськ; - Перм; - Єкатеринбург; - Омськ; |  | - Новосибірськ; - Бійськ; - Желєзногорськ (Красноярськ-26); - Красноярськ; - Іркутськ; - Міас - та інші. |

### Авіаційна промисловість
| - Санкт-Петербург; - Смоленськ; - Калуга; - Москва; - Воронеж; - Таганрог; |  | - Ростов-на-Дону; - Саратов; - Нижній Новгород; - Казань; - Ульяновськ; |  | - Самара; - Уфа; - Перм; - Омськ; - Новосибірськ; |  | - Іркутськ («Іркут»); - Улан-Уде; - Комсомольськ-на-Амурі; - Арсеньєв («Прогресс»); - та інші. |

На кінець 2010-х у загальносвітовому виробництві ударних гелікоптерів Росія займала друге місце (29 % ринку; перше місце у США — 62 %)..

## Підприємства

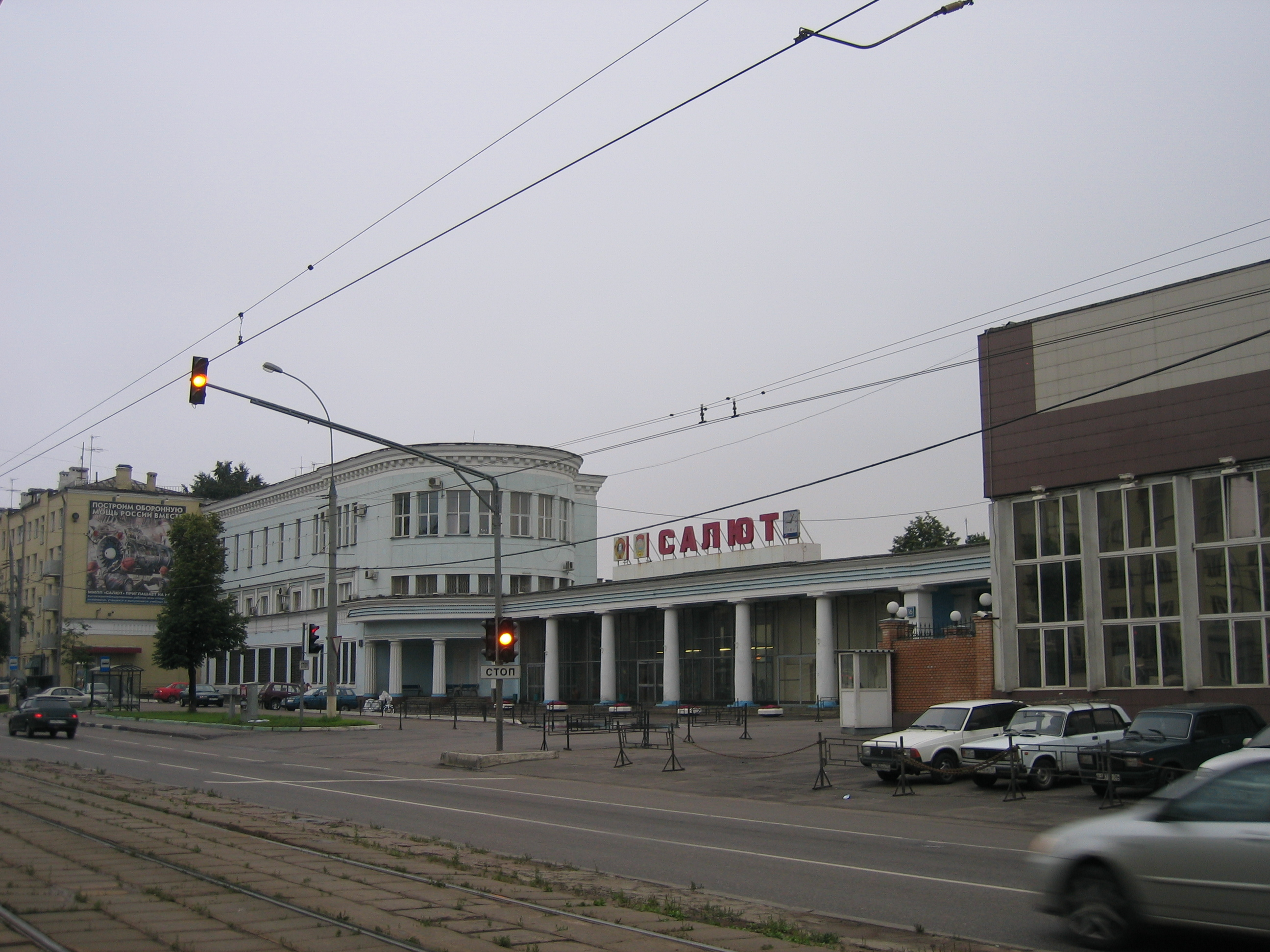
Центральна прохідна на просп. Будьонного у Москві

Російські компанії ОПК: «Ростех», Оборонпром, Моторостроітєль, Уралвагонзавод, Іжевський машинобудівний завод, Мотовиліхинські заводи, Нижегородський машинобудівний завод, Воткінський завод та інші.
| Компанія                                            | Виторг від реалізації, млн руб. | Рік звітності |
| --------------------------------------------------- | ------------------------------- | ------------- |
| ВАТ «Концерн ППО „Алмаз-Антей“», зокрема:           | 127432                          | 2011          |
| ДКБ «Новатор»                                       | 8538.1                          | 2009          |
| ВАТ «Об'єднана авіабудівна корпорація», зокрема:    | 114000                          | 2009          |
| ВАТ «АХК „Сухой“»                                   | 49100                           | 2009          |
| ВАТ «НВК „Іркут“»                                   | 36806,7                         | 2009          |
| АТ «РСК „МіГ“»                                      | 56000                           | 2015          |
| ВАТ «Об'єднана двигунобудівна корпорація», зокрема: | 72347                           | 2009          |
| ВАТ «Уфімське моторобудівне ВО»                     | 20014                           | 2009          |
| ВАТ «НВО Сатурн»                                    | 15779                           | 2007          |
| ВАТ «Вертолоти Росії»                               | 57674,1                         | 2009          |
| ВАТ НВК «Уралвагонзавод ім. Дзержинського»          | 36272,4                         | 2009          |
| ВАТ «Корпорація „Тактичне ракетне озброєння“»       | 31367.5                         | 2009          |
| ВАТ ВО «Севмашпідприємство»                         | 21160,8                         | 2009          |
| ВАТ «Корпорація „Аерокосмічне обладнання“»          | 20966                           | 2007          |
| ФДУП «ММПП Салют»                                   | 16513.2                         | 2009          |
| ФДУП «КБ приладобудування»                          | 12680                           | 2007          |
| ПАТ СЗ «Північна верф»                              | 10719,5                         | 2009          |
| Група «Мотовиліхинські заводи»                      | 8200                            | 2009          |
| ВАТ «Курганський машинобудівний завод»              | 4855                            | 2009          |
| ВАТ "ВО "УОМЗ""                                     | 3828,5                          | 2009          |

## Техніка, що випускається та проєктується
| Назва                             | Фото              | Тип                                   | Статус                   | Розробники            | Виробники                                            | Вироблено         | Примітки                                                                        |
| Ракетні комплекси                 | Ракетні комплекси | Ракетні комплекси                     | Ракетні комплекси        | Ракетні комплекси     | Ракетні комплекси                                    | Ракетні комплекси | Ракетні комплекси                                                               |
| --------------------------------- | ----------------- | ------------------------------------- | ------------------------ | --------------------- | ---------------------------------------------------- | ----------------- | ------------------------------------------------------------------------------- |
| Ярс                               |                   | МБР                                   | Серійне виробництво      | МІТ                   | Воткінський завод                                    | >90               | -                                                                               |
| Сармат                            |                   | МБР                                   | Випробування             | ДРЦ Макєєва           | Красмаш                                              | -                 | -                                                                               |
| Іскандер-М                        |                   | ОТРК                                  | Серійне виробництво      |                       |                                                      | >100              | -                                                                               |
| Калібр                            |                   | Крилата ракета                        | Серійне виробництво      | Новатор               | Новатор                                              | -                 | -                                                                               |
| Циркон                            |                   | Крилата ракета                        | Випробування             | НВО машинобудування   |                                                      | -                 | -                                                                               |
| С-400                             |                   | ЗРК                                   | Серійне виробництво      |                       | Алмаз-Антей                                          | -                 | -                                                                               |
| С-500                             |                   | ЗРК                                   | Розробка                 | Алмаз-Антей           |                                                      | -                 | -                                                                               |
| С-350                             |                   | ЗРК                                   | Державні випробування    | Алмаз                 |                                                      | -                 | -                                                                               |
| Бук-М3                            |                   | ЗРК                                   | Виробництво              | НДІП                  |                                                      | -                 | -                                                                               |
| Панцирь-С                         |                   | ЗРГК                                  | Серійне виробництво      | КБП                   |                                                      | -                 | -                                                                               |
| Верба                             |                   | ПЗРК                                  | Серійне виробництво      | КБМ                   |                                                      | -                 | -                                                                               |
| Бал                               |                   | БПРК                                  | Серійне виробництво      | КБМ                   |                                                      | -                 | -                                                                               |
| Бастион                           |                   | БПРК                                  | Виробництво              |                       | НВО машинобудування                                  | -                 | -                                                                               |
| Хризантема-С                      |                   | ПТРК                                  | Серійне виробництво      | КБМ                   |                                                      | -                 | -                                                                               |
| Літаки                            |                   |                                       |                          |                       |                                                      |                   |                                                                                 |
| Су-30СМ                           |                   | Важкий винищувач                      | Серійне виробництво      | ДКБ Сухого            | ІАЗ                                                  | >100              | Експлуатанти: Росія, Білорусь, Казахстан.                                       |
| Су-30М2                           |                   | Важкий винищувач                      | Серійне виробництво      |                       | КнААЗ                                                | >10               | -                                                                               |
| Су-30МК                           |                   | Важкий винищувач                      | Серійне виробництво      | ДКБ Сухого            | КнААЗ                                                | -                 | Основні експлуатанти: Індія, Китай, Алжир, В'єтнам, Венесуела, Малайзія.        |
| Су-35                             |                   | Важкий винищувач                      | Серійне виробництво      | ДКБ Сухого            | КнААЗ                                                | >70               | Експлуатанти: Росія, Китай.                                                     |
| Су-57                             |                   | Важкий винищувач                      | Льотні випробування      | ДКБ Сухого            | КнААЗ                                                | -                 | -                                                                               |
| МіГ-29СМТ                         |                   | Легкий винищувач                      | Виробництво              |                       | РСК «МіГ»                                            | >10               | -                                                                               |
| МіГ-35                            |                   | Легкий винищувач                      | Льотні випробування      |                       | Луховіцький авіабудівний завод ім. П. А. Вороніна    | -                 | -                                                                               |
| МіГ-41                            |                   | Винищувач-перехоплювач                | Розробка                 | РСК «МіГ»             |                                                      | -                 | -                                                                               |
| Су-34                             |                   | Фронтовий бомбардувальник             | Серійне виробництво      | ДКБ Сухого            | НАЗ                                                  | >100              | Прийнятий на озброєння ВПС Росії 20.03.2014.                                    |
| Ту-160М2                          |                   | Стратегічний бомбардувальник          | Розробка                 |                       | КАЗ                                                  | -                 | -                                                                               |
| ПАК ДА                            |                   | Стратегічний бомбардувальник          | Розробка                 | Туполєв               |                                                      | -                 | -                                                                               |
| Як-130                            |                   | Навчально-бойовий літак               | Серійне виробництво      | ДКБ ім. Яковлєва      | ІАЗ                                                  | >130              | Експлуатанти: Росія, Алжир, Бангладеш, Білорусь, М'янма.                        |
| Як-152                            |                   | Навчально-тренувальний літак          | Льотні випробування      | «Іркут»               | ІАЗ                                                  | -                 | -                                                                               |
| СР-10                             |                   | Навчально-тренувальний літак          | Льотні випробування      |                       |                                                      | -                 | -                                                                               |
| Іл-76МД-90А                       |                   | Військово-транспортний літак          | Серійне виробництво      | АК ім. Іллюшина       | Авіастар-СП                                          | -                 | -                                                                               |
| Іл-276                            |                   | Середній військово-транспортний літак | Розробка                 |                       | Авіастар-СП                                          | -                 | -                                                                               |
| Іл-112В                           |                   | Легкий військово-транспортний літак   | Складання першого зразка | АК ім. Іллюшина       | ВАЛТ                                                 | -                 | -                                                                               |
| ПАК ТА                            |                   | Транспортний літак                    | Розробка                 |                       |                                                      | -                 | -                                                                               |
| Іл-78М-90А                        |                   | Літак-заправник                       | Льотні випробування      | ДКБ Іллюшина          | Авіастар-СП                                          | -                 | -                                                                               |
| А-100                             |                   | Літак ДРЛС                            | Льотні випробування      |                       |                                                      | 1                 | -                                                                               |
| Вертольоти                        |                   |                                       |                          |                       |                                                      |                   |                                                                                 |
| Мі-28Н                            |                   | Ударний вертоліт                      | Серійне виробництво      | Завод ім. Міля        | Роствертол                                           | -                 | Основні експлуатанти: Росія, Ірак.                                              |
| Ка-52                             |                   | Ударний вертоліт                      | Серійне виробництво      | ДКБ Камова            | Прогресс                                             | -                 | Експлуатується в Росії, здійснюється велике замовлення на постачання до Єгипту. |
| СБВ                               |                   | Ударний вертоліт                      | Розробка                 | «Вертольоти Росії»    |                                                      | -                 | -                                                                               |
| Мі-35М                            |                   | Транспортно-бойовий вертоліт          | Серійне виробництво      | ДКБ Міля              | Роствертол                                           | >120              | Основні експлуатанти: Росія, Азербайджан, Ірак, Бразилія, Венесуела, Індонезія. |
| Мі-26                             |                   | Важкий транспортний вертоліт          | Серійне виробництво      | Завод ім. Міля        | Роствертол                                           | -                 | -                                                                               |
| Мі-38                             |                   | Середній вертоліт                     | Серійне виробництво      | ДКБ Міля              | КВЗ                                                  | -                 | Сертифікований у грудні 2015 року.                                              |
| Мі-8                              |                   | Багатоцільовий вертоліт               | Серійне виробництво      |                       | КВЗ, У-УАЗ                                           | -                 | -                                                                               |
| Ка-226                            |                   | Багатоцільовий вертоліт               | Серійне виробництво      | Камов                 | КумАВП                                               | -                 | -                                                                               |
| Безпілотні літальні апарати       |                   |                                       |                          |                       |                                                      |                   |                                                                                 |
| Орлан-10                          |                   | БПЛА                                  | Виробництво              | СТЦ                   |                                                      | -                 | -                                                                               |
| Тахіон                            |                   | БПЛА                                  | Виробництво              |                       |                                                      | -                 | -                                                                               |
| ZALA                              |                   | БПЛА                                  | Виробництво              |                       |                                                      | -                 | -                                                                               |
| Дозор-600                         |                   | БПЛА                                  | Розробка                 | Транзас               |                                                      | -                 | -                                                                               |
| Альтаїр                           |                   | БПЛА                                  | Льотні випробування      |                       |                                                      | -                 | -                                                                               |
| Оріон                             |                   | БПЛА                                  | Льотні випробування      |                       |                                                      | -                 | -                                                                               |
| Танки                             |                   |                                       |                          |                       |                                                      |                   |                                                                                 |
| Т-90                              |                   | Основний танк                         | Серійне виробництво      |                       | Уралвагонзавод                                       | >300              | -                                                                               |
| Т-14                              |                   | Основний танк                         | Військові випробування   |                       | Уралвагонзавод                                       | -                 | -                                                                               |
| Бойові машини піхоти              |                   |                                       |                          |                       |                                                      |                   |                                                                                 |
| БМП-3                             |                   | БМП                                   | Серійне виробництво      |                       | Курганмашзавод                                       | -                 | -                                                                               |
| Т-15                              |                   | Важка БМП                             | Випробування             |                       | Уралвагонзавод                                       | -                 | -                                                                               |
| Об'єкт 695                        |                   | БМП                                   | Розробка                 | Тракторні заводи      | Курганмашзавод                                       | -                 | -                                                                               |
| Бумеранг                          |                   | БМП                                   | Випробування             |                       | АМЗ                                                  | -                 | -                                                                               |
| Бойові машини десанту             |                   |                                       |                          |                       |                                                      |                   |                                                                                 |
| БМД-4М                            |                   | БМД                                   | Серійне виробництво      |                       | ВТЗ                                                  | -                 | -                                                                               |
| Бронетранспортери                 |                   |                                       |                          |                       |                                                      |                   |                                                                                 |
| БТР-82А                           |                   | БТР                                   | Серійне виробництво      |                       | АМЗ                                                  | -                 | -                                                                               |
| БТР-МДМ                           |                   | БТР                                   | Серійне виробництво      |                       | КМЗ                                                  | -                 | -                                                                               |
| Об'єкт 693                        |                   | БТР                                   | Розробка                 | Тракторні заводи      | Курганмашзавод                                       | -                 | -                                                                               |
| Самохідні артилерійські установки |                   |                                       |                          |                       |                                                      |                   |                                                                                 |
| Мста-С                            |                   | САУ                                   | Серійне виробництво      | Уралтрансмаш          |                                                      | -                 | -                                                                               |
| Коаліція-СВ                       |                   | САУ                                   | Випробування             |                       |                                                      | -                 | -                                                                               |
| 2С43 «Мальва»                     |                   | САУ                                   | Серійне виробництво      |                       |                                                      |                   |                                                                                 |
| 2С44 «Гіацинт-К»                  |                   | САУ                                   | Серійне виробництво      |                       |                                                      |                   |                                                                                 |
| Надводні кораблі                  |                   |                                       |                          |                       |                                                      |                   |                                                                                 |
| Лідер                             |                   | Есмінець                              | Розробка                 | СПКБ                  |                                                      | -                 | -                                                                               |
| Проєкт 11356                      |                   | Фрегат                                | Виробництво              | СПКБ                  | Янтарь                                               | 3                 | -                                                                               |
| Проєкт 22350                      |                   | Фрегат                                | Виробництво              | СПКБ                  | Сєвєрний верф                                        | -                 | -                                                                               |
| Проєкт 20380                      |                   | Корвет                                | Виробництво              | Алмаз                 | Сєвєрний верф, АСЗ                                   | 5                 | -                                                                               |
| Проєкт 20385                      |                   | Корвет                                | Виробництво              | Алмаз                 | Сєвєрний верф                                        | -                 | -                                                                               |
| Проєкт 20386                      |                   | Корвет                                | Виробництво              | Алмаз                 | Сєвєрний верф                                        | -                 | -                                                                               |
| Буян-М                            |                   | МРК                                   | Серійне виробництво      | ЗПКБ                  | Зеленодольський завод                                | 5                 | -                                                                               |
| Каракурт                          |                   | МРК                                   | Виробництво              | Алмаз                 | Пелла, Зеленодольський завод, Море (окупований Крим) | -                 | -                                                                               |
| Грачонок                          |                   | Бойовий катер                         | Серійне виробництво      | Вимпел                | Зеленодольський завод, Вимпел                        | 16                | -                                                                               |
| Проєкт 23550                      |                   | Патрульний корабель                   | Виробництво              | КДНЦ                  | Пелла                                                | -                 | -                                                                               |
| Проєкт 22160                      |                   | Патрульний корабель                   | Виробництво              | Зеленодольський завод | Зеленодольський завод                                | -                 | -                                                                               |
| Раптор                            |                   | Патрульний катер                      | Виробництво              |                       | Пелла                                                | -                 | -                                                                               |
| Проєкт 11711                      |                   | Десантний корабель                    | Виробництво              | НПКБ                  | Янтарь                                               | -                 | -                                                                               |
| Проєкт 23900                      |                   | Десантний корабель                    | Розробка                 | НПКБ                  | Залів (окупований Крим)                              | -                 | -                                                                               |
| Александрит                       |                   | Тральщик                              | Серійне виробництво      |                       | СНСЗ                                                 | -                 | -                                                                               |
| Підводні човни                    |                   |                                       |                          |                       |                                                      |                   |                                                                                 |
| Борей-А                           |                   | ПЧАРБ                                 | Виробництво              | Рубін                 | Севмаш                                               | -                 | -                                                                               |
| Ясень-М                           |                   | ПЧАРК                                 | Виробництво              | Малахіт               | Севмаш                                               | -                 | -                                                                               |
| Варшавянка                        |                   | ДЕПЧ                                  | Серійне виробництво      |                       | Адміралтейські верфі                                 | >20               | -                                                                               |
| Лада                              |                   | ДЕПЧ                                  | Виробництво              | Рубін                 | Адміралтейські верфі                                 | -                 | -                                                                               |
| Хаскі                             |                   | АПЧ                                   | Розробка                 | Малахіт               |                                                      | -                 | -                                                                               |
| Калина                            |                   | ДЕПЧ                                  | Розробка                 | Рубін                 |                                                      | -                 | -                                                                               |

## Реалізація продукції

### Держоборонзамовлення
На початку 1990-х років держоборонзамовлення було різко скорочено, що призвело до різкого погіршення становища багатьох підприємств ОПК, платежі за поставлену за держзамовленням продукцію у ці роки часто затримувалися. У 1996 році держоборонзамовлення було профінансовано приблизно на 50 %, у 1997 році — на 21 %.
У 2000 році в рамках держоборонзамовлення на закупівлю військової техніки було виділено 46 млрд рублів, у 2001 році — 57 млрд рублів, у 2002 році — 79 млрд рублів, у 2003 році — 111 млрд рублів, у 2004 році — близько 136 млрд рублів (4,7 млрд дол. США), зрівнявшись за обсягом із постачанням озброєнь на експорт.
З 2005 року держоборонзамовлення збільшувалося на третину щороку.
Наприкінці 2009 року російський ОПК поставив Ракетним військам стратегічного призначення Росії перший бойовий підрозділ рухомих ракетних комплексів РС-24 «Ярс», оснащених головними частинами, що розділяються..
Обсяги державних закупівель нової військової техніки на 2010 рік планувалися в розмірі 375 млрд рублів. За 2010 рік у російські війська було поставлено 20 тис. одиниць озброєння та військової техніки, у тому числі 27 балістичних ракет стратегічного призначення, 34 стратегічні крилаті ракети, 6 космічних апаратів, 21 літак, 37 вертольотів, 19 ЗРК, 61 танк, 325 бойові броньовані машини.
Було прийнято Державну програму озброєнь на період 2011—2020 років, на реалізацію якої передбачено понад 19 трлн рублів.

### Експорт

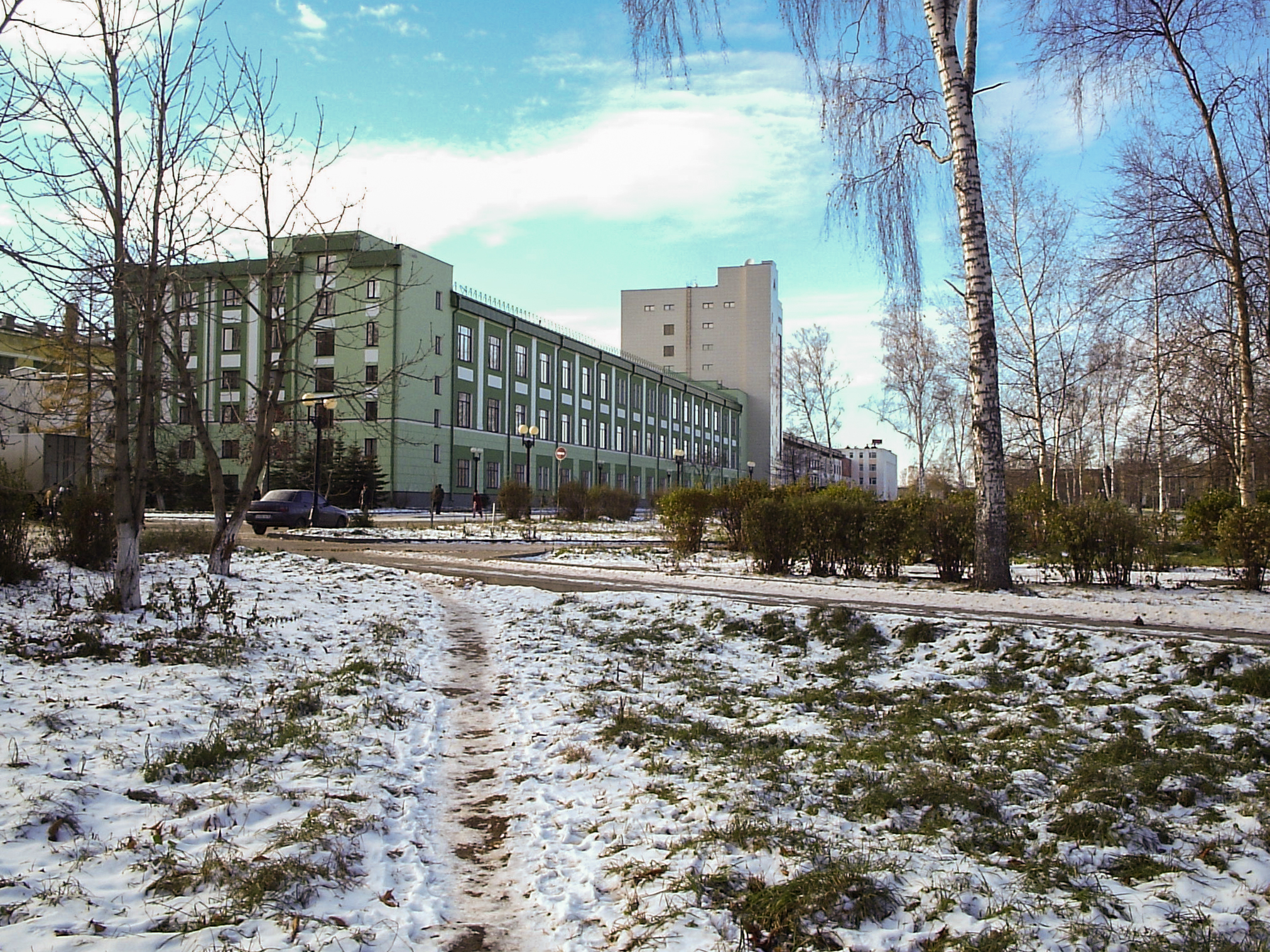
Будівля НВО «Сатурн»

Частка Росії на світовому ринку озброєнь становить 25 % (на 2016 рік) і поступається лише частці США (33 %).
У 2004 році Росія експортувала озброєння до 57 країн, у 2005 році — до 61 країни, у 2006 році — до 64 країн. У 2009 році Росія мала військово-технічне співробітництво із понад 80 державами світу і здійснювала постачання продукції військового призначення до 62 країн..
Росія має багатомільярдні контракти на постачання озброєнь та продукції подвійного призначення з Індією, Венесуелою, Китаєм, В'єтнамом, Алжиром, Кувейтом, Грецією, Іраном, Бразилією, Єгиптом, Сирією, Малайзією, Індонезією.
У 2019 році найбільшими партнерами традиційно були Китай, Індія та Єгипет і з'явився новий партнер, який уперше увійшов до п'ятірки головних покупців російської військової техніки — Туреччина (їй було поставлено перший полковий комплект С-400). На 2021 рік найбільшим імпортером російської оборонної продукції стала Чехія (683 млн дол. США), а також Алжир (603 млн дол. США) та Китай (488 млн дол. США).
У військово-технічному співробітництві практично відбувся відхід від розрахунків у доларах і розрахунки зараз відбуваються значною частиною національних валютах, насамперед у рублях.
Приблизно 45 % постачання — це авіатехніка, майже третина припадає на техніку ППО та близько 15 % — на сухопутну техніку. Решту становить техніка для військово-морських сил та інша продукція (у 2006 році на частку постачання для ВПС припадало 50 % обсягу експорту, для ВМС — 27 %, для сухопутних військ — 11 %, для ППО — 9 %).
За даними Стокгольмського інституту дослідження проблем миру, частка постачання бойових літаків за період 2005—2009 років становила для Росії 40 % від загального обсягу експорту, за даними Рособоронекспорта ця частка становить приблизно 50 % від обсягу всіх продажів російського озброєння.

#### Обсяги постачання
У 1995—2001 роках щорічний експорт російського озброєння становив близько 3 млрд дол. США. Потім він почав зростати, досягши 4,8 млрд дол. США у 2002 році. Після початку повномасштабного вторгнення, обсяги експорту російської зброї почали суттєво падати.
- у 2003 році — 5,0 млрд дол. США[4],
- у 2004 році — понад 5,5 млрд дол. США[57][39].
- у 2005 році — 6,1 млрд дол. США[59].
- у 2006 році — 6,4 млрд дол. США[57][39].
- у 2007 році — 7 млрд дол. США
- у 2009 році — понад 8,8 млрд дол. США (260 млрд рублів)[60].
- у 2011 році — близько 12 млрд дол. США[61]
- у 2018 році — 13,7 млрд дол. США[62][63]
- у 2019 році — 15,2 млрд дол. США[64][63]
- у 2020 році — 11,48 млрд дол. США (зниження на 15,6 %)[54]; за підсумками року — 15,6 млрд дол. США[65]

Обсяги замовлень: 

У 2005 році Росія підписала контракти на експорт озброєнь на суму 6,9 млрд дол. США, у 2007 році — близько 10,5 млрд дол. США. На початок 2006 року обсяг експортного портфеля замовлень в ОПК Росії становив 22 млрд дол. США. За підсумками 2009 року, портфель замовлень «Рособоронекспорту» виріс з 22 до 32 млрд дол. США.. На початок 2020 року портфель замовлень оцінювався приблизно в 55 млрд дол. США.